# Рогачёв (станция)
Рогачёв (бел. Рагачоў) — железнодорожная станция Гомельского отделения Белорусской железной дороги на линии Могилёв-Жлобин; адрес: ул. Виссариона Белинского, 5, город Рогачёв, Белоруссия.

## Расположение
Станция находится на 101 километре дистанции.
- Предыдущая платформа (на 87 км): Старосельский;
- Последующая (на 105 км.): Задрутье.

Также, станция расположена между реками Друць (также: Друть) и Добрица.

## История
В 1902 году по типовым проектам из кирпича построены пожарный сарай, помещения для багажа и крытая багажная платформа. В 1947 построен вокзал.
Сквозных путей: 3
Электрификация подвижного состава: нет.

## Перспективы
Начаты[когда?]

 проектные работы по электрификации линии Жлобин — Могилёв — Орша — Витебск — Полоцк.

## Пассажирское движение
По состоянию на декабрь 2022 года станция принимает и отправляет поезда следующих направлений:

### Поезда региональных линий эконом-класса
1. Жлобин — Могилёв — Жлобин
2. Жлобин — Рогачёв

### Поезда дальнего следования
- 055Б	Москва — Гомель
  - 055Ь	Гомель — Москва
- 083А	Санкт-Петербург — Гомель
  - 083Б	Гомель — Санкт-Петербург
- 605Б	Полоцк — Брест
  - 606Б	Брест — Полоцк
- 615Б	Гомель — Могилёв
  - 615Ф	Могилёв — Гомель
- 613Б	Гомель — Могилёв
  - 613Ф	Могилёв — Гомель